# پایگاه داده گونه‌های مهاجم جهان
پایگاه داده گونه‌های مهاجم جهان (به انگلیسی: Global Invasive Species Database) یک پایگاه داده از گونه‌های مهاجم در سراسر جهان است که توسط گروه تخصصی گونه‌های مهاجم (ISSG) در اتحادیه بین‌المللی حفاظت از طبیعت اداره می‌شود. این فهرست ۱۰۰ مورد از بدترین گونه‌های مهاجم بیگانه جهان را منتشر می‌کند.